# Proteom
Proteom je skup svih bjelančevina i proteomskih oblika koje organizam proizvodi tijekom života. Praćenje proteoma obuhvaća proteomika, a prema vrsti stanica, bolesnom, zdravom stanju ili u različitim fazama razvoja organizma.
Radi kvalitetne proteomike, potreban je brzi sustav analize koji omogućuju biosenzori. U biosenzorici posljednjih se godina za to primjenjuju bioreceptori na bazi bjelančevina te aptameri na osnovi nukleinske kiseline.